# Смирнов, Аркадий Александрович
Арка́дий Алекса́ндрович Смирно́в (8 апреля 1909, Ярославская область — 18 ноября 1959, Рига) — командир 15-го гвардейского Краснознамённого кавалерийского полка 4-й гвардейской кавалерийской дивизии 2-го гвардейского кавалерийского корпуса 1-го Белорусского фронта, гвардии полковник. Герой Советского Союза.

## Биография
Родился 8 апреля 1909 года в деревне Гавшинское ныне Борисоглебского района Ярославской области. Окончил профессионально-техническую школу полиграфического производства. Работал литографистом-переводчиком в Ташкенте.
В 1931 году был призван в Красную Армию. В 1934 году окончил Тамбовскую кавалерийскую школу, стал профессиональным военным.
На фронте в Великую Отечественную войну с августа 1941 года. Всю войну прошёл в кавалерии. В 1942 году окончил кавалерийские курсы усовершенствования командного состава. Считал, что если кавалерийские части усилить огневыми средствами и тактически грамотно использовать, они могут самостоятельно решать крупные боевые задачи, например, рейды по тылам врага, преследование отступающего противника в танконепроходимой местности. Кавалерия может вести оборонительные и наступательные бои. Свои знания отважный офицер успешно применял, командуя 15-м гвардейским кавалерийским полком.
В январе 1945 года, в боях за освобождение Польши, гвардии полковник Смирнов умело организовал действия полка, введённого в прорыв и шедшего в авангарде дивизии. 18 января, преследуя отступающего противника, полк ворвался в город Лович и освободил его. Враг лишился важного железнодорожного и шоссейного узла. В этом бою кавалеристы истребили более 200 противников и взяли значительные трофеи. Не давая врагу закрепиться на новом оборонительном рубеже, полк Смирнова 21 января разгромил более батальона немцев и захватил город Аргенау. В боях за город Бромберг полк Смирнова прикрывал тылы и фланг дивизии, которая вела наступление на город. Враг всё время пытался контратаковать фланги дивизии и прорваться в её тыл. Когда противник был обессилен, Смирнов оставил на фланге дивизии небольшой заслон, остальными силами совершил быстрый марш-манёвр и ворвался на юго-западную окраину города. Кавалеристы уничтожили две роты пехоты врага, захватили 6 складов, много автомашин и другой техники.
Так же грамотно и умело гвардии полковник Смирнов командовал в наступательных боях на территории Германии весной 1945 года. В конце апреля 15-й кавалерийский полк, преследуя отступающего врага, подошёл к каналу Фризиккеррин в районе посёлка Фризак. Несмотря на сильный миномётный и пулемётный огонь, бойцы ночью навели мост и на рассвете 2 мая атаковали оборону врага, захватили плацдарм. Применяя стремительный охват и одновременную атаку с двух сторон, полк ворвался в город Вустерхаузен, преследуя врага, захватил ряд населённых пунктов. В этом бою гвардейцы Смирнова уничтожил свыше 500 противников и 200 человек взял в плен, захватил 18 орудий, 30 автомашин, 8 складов, сотни винтовок и автоматов.
Указом Президиума Верховного Совета СССР от 15 мая 1946 года за образцовое выполнение заданий командования и проявленные мужество и героизм в боях с немецко-вражескими захватчиками гвардии полковнику Аркадию Александровичу Смирнову присвоено звание Героя Советского Союза с вручением ордена Ленина и медали «Золотая Звезда».
С 1952 года полковник Смирнов — в запасе. Жил в городе Риге. Умер 18 ноября 1959 года.
Награждён орденом Ленина, четырьмя орденами Красного Знамени, орденом Суворова 3-й степени, Отечественной войны 1-й степени, двумя орденами Красной Звезды, медалями.
На родине в посёлке Борисоглебский, на мемориале землякам, установена стела с портретом Героя.